# Sainte-Marie-la-Blanche
Sainte-Marie-la-Blanche é uma comuna francesa na região administrativa da Borgonha, no departamento Côte-d'Or. Estende-se por uma área de 6,79 km². Em 2010 a comuna tinha 921 habitantes (densidade: 135,6 hab./km²).